# Кали, Дженнаро
Дженнаро Кали (итал. Gennaro Calì, 1799 или 1795—1877) — итальянский скульптор-неоклассицист и академист.
Младший сын профессора скульптуры и реставрации Неаполитанской академии изящных искусств Андреа Кали, родился в Неаполе в 1799 году (по другим данным в 1795 году).
Учился у своего отца в Академии изящных искусств в Неаполе, затем у Бертеля Торвальдсена в Риме, куда он уехал со своим братом Антонио. Одна из первых его работ — гипсовый барельеф с изображением «Жертвоприношения Поликсены» (1823 год), вдохновленный именно холодным академизмом Торвальдсена.
По возвращении в Неаполь Кали исполнил скульптуры Психеи, Купидона и Венеры, Вакханки (находится в музее Каподимонте). Вместе с братом Антонио он занимался украшением парадной лестницы королевского дворца в Казерте; наиболее заметна его фигура Справедливости.
Быстро выдвинувшись в ведущие неаполитанские скульпторы, Кали много работал на религиозную тематику. Им была выполнена статуя Иоанна Крестителя для базилики Сан-Франческо ди Паола, большая группа Пьета для главного алтаря церкви кладбища Поджореале и Мадонна Аддолората (находится в Каподимонте), а также а также два бронзовых барельефа и шесть бюстов святых для алтаря церкви Джезу Нуово. Из других его работ известны лепной рельеф с аллегорией Славы для набережной в Кьяйе, фигура «Покинутая Психея» (в Эрмитаже), памятники Торквато Тассо в Сорренто, Пьетро Коллета в Неаполе и Карлу III в Палермо.
В 1835 году он был назван почетным профессором Королевского института изящных искусств в Неаполе.
Скончался в Неаполе в 1877 году.